# Marcus Rubr(ius)
[…]ci Marcus Rubr(ius) war ein antiker römischer Toreut (Metallbildner), der im 1. Jahrhundert in Italien tätig war.
Marcus Rubr(ius) ist heute nur noch aufgrund eines nicht vollständig erhaltenen Signaturstempels auf einer Bronzekasserolle bekannt. Diese wurde wahrscheinlich in Rom gefunden. Die erhaltenen Bestandteile der Signatur lauten lateinisch CI M RVBR, ergänzt zu [3]ci M(arci) Rubr[i].

## Einzelbelege
1. ↑  Richard Petrovszky: Studien zu römischen Bronzegefäßen mit Meisterstempeln. Leidorf, Buch am Erlbach 1993, S. 293, Nr. R.05.01; CIL 15, 7080.

| Personendaten    | Personendaten                         |
| ---------------- | ------------------------------------- |
| NAME             | Rubr(ius), Marcus                     |
| ALTERNATIVNAMEN  | Rubr, Marcus; Rubr[ius], […]ci Marcus |
| KURZBESCHREIBUNG | antiker römischer Toreut              |
| GEBURTSDATUM     | 1. Jahrhundert v. Chr.                |
| STERBEDATUM      | 1. Jahrhundert                        |